# Fromage à pâte molle à croûte lavée
 (novembre 2022).
Si vous disposez d'ouvrages ou d'articles de référence ou si vous connaissez des sites web de qualité traitant du thème abordé ici, merci de compléter l'article en donnant les références utiles à sa vérifiabilité et en les liant à la section « Notes et références ».
Le terme à pâte molle s'applique à un fromage qui ne subit au moment de sa fabrication ni chauffage, ni pressage. La pâte est alors onctueuse, voire coulante à pleine maturation du fromage. 
Les pâtes molles sont ensemencées en surface avec une moisissure qui provoque par affinage en cave l'apparition d'une croûte.
Cette croûte peut être lavée au cours de l'affinage, cette opération consistant à laver et brosser la croûte, ce qui favorise son développement et donne au fromage un goût plus prononcé.
La phase de lavage à l'eau, tiède et salée, permet d'accélérer et de maintenir la formation d'une croûte souple et d'affirmer davantage les saveurs. Le fromage gagne une croûte moelleuse et épaisse, d'un aspect lisse et brillant et d'une belle couleur jaune. 

## Liste d'appellations et de marques commerciales de fromage à pâte molle à croûte lavée
- Aisy cendré
- Ami du Chambertin
- Arrigny
- Boulette d'Avesnes
- Chamberat fermier
- Curé nantais
- Dauphin
- Époisses (AOP)
- Fromage de Herve (AOP)
- Géromé
- Grataron du Beaufortain
- Kénogami
- Langres fermier (AOC)
- Livarot (AOC)
- Maroilles (AOC)

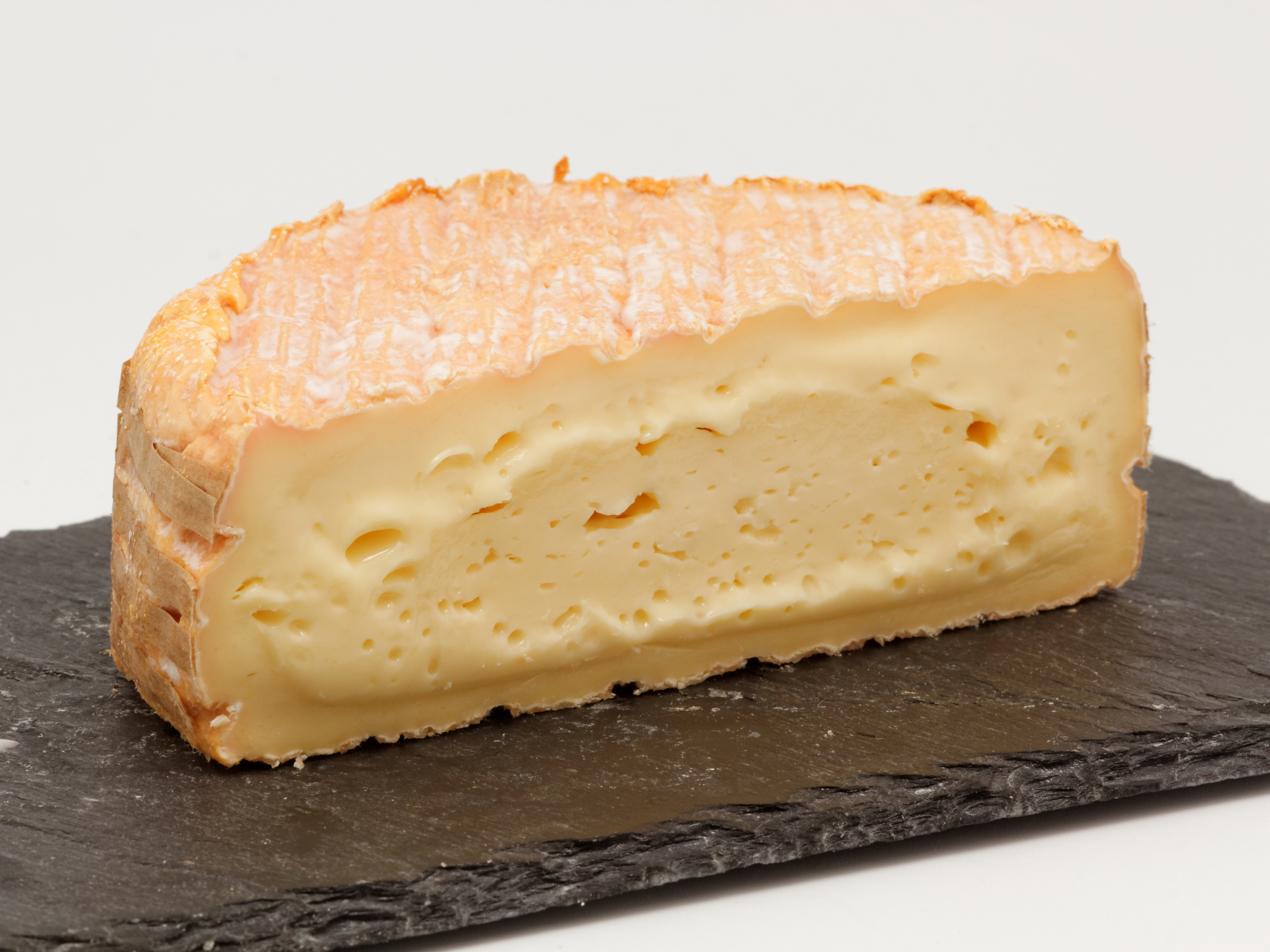
Un livarot.

- Mont d'Or (Vacherin Mont-d'Or en Suisse et Vacherin du Haut Doubs (AOC) en France)
- Munster (AOC)
- Niolo
- Pavé d'Auge
- Petit Gaugry
- Pied-De-Vent
- Pont-l'évêque (AOC)
- Rollot
- Soumaintrain
- Stinking bishop
- Taleggio
- Trou du Cru
- Vieux-lille